# Jameson (whiskey)
Jameson è un famoso whiskey irlandese, prodotto per la prima volta nel 1780. In origine uno dei quattro principali whiskey di Dublino, il Jameson è ora distillato a Cork, sebbene la conservazione in tini avvenga ancora nella capitale irlandese. Con una vendita annuale di più di 22 milioni di bottiglie, Jameson è il whiskey irlandese più venduto al mondo.

## Storia
L'azienda fu fondata dallo scozzese John Jameson, sposato con la figlia di un membro degli Haig, distillatori di whisky scozzese. Suo figlio, successivamente sposò un'esponente della famiglia Stein, una delle più grandi distillatrici di scotch whisky e proprietaria della distilleria di Bow Street, Dublino. Gli Haigs erano legati agli Steins anche da un precedente matrimonio. John Jameson acquistò la distilleria di Bow Street nel 1780.
Quattro dei figli di John Jameson seguirono le orme paterne nella distillazione in Irlanda, John Jameson II (1773 – 1851) a Bow Street, William e James Jameson a Marrowbone Lane a Dublino (dove collaborarono con gli Stein, denominandosi Jameson & Stein, prima di stabilirsi come William Jameson & Co.). Il quarto dei figli di Jameson, Andrew, che aveva una piccola distilleria a Enniscorthy nella contea di Wexford, era il nonno di Guglielmo Marconi. La madre di Marconi era Annie Jameson, la figlia di Andrew.
La ditta dei distillatori di Cork unì quindi le forze con i rivali John Jameson e John Powes per formare l'Irish Distillers Group nel 1966. La nuova distilleria di Midleton, nella contea di Cork, costruita dall'Irish Distillers produce ora gran parte del whiskey irlandese venduta nella nazione. Il nuovo stabilimento integra il precedente, che ora, denominato Jameson Old Distillery, è prevalentemente un'attrazione turistica. Il marchio Jameson è stato acquisito dal conglomerato francese delle bevande alcoliche Pernod Ricard nel 1998, quando quest'ultimo acquistò l'Irish Distillers.

## Blends
Così come il Jameson Original, anche altri whiskey sono commercializzati sotto l'etichetta Jameson:
- Crested Ten
- Jameson 12 Year Old (già Jameson 1780)
- Jameson 18 Year Old
- Jameson Gold

## Preparazione del whiskey irlandese
Il Jameson è prodotto da una mistura di orzo irlandese maltato e non maltato. L'orzo è fatto asciugare in un essiccatoio chiuso e riscaldato con carbone di pura antracite per preservare il suo chiaro sapore di malto. Come gran parte dei whiskey irlandesi subisce una tripla distillazione.

## Recenti successi
- 1995: le vendite di Jameson raggiungono i 10 milioni di bottiglie facendo entrare l'azienda nei migliori 100 produttori di alcolici per valore;
- 1996: le vendite raggiungono 1 milione di casse diventando la marca di spirito con la più veloce crescita al mondo;
- 2004: Jameson è nominata la marca di whiskey con crescita più veloce al mondo;
- 2006: raggiunti i 2 milioni di casse.

## Fatti peculiari
- Il motto della compagnia "Sine metu" significa "Senza paura"
- Jameson è stato lo sponsor della guida su internet dei migliori bar worldsbestbars.com dal 2003.
- Nel 1887, durante un'esplorazione in Africa con Henry Morton Stanley, sembra che James Jameson, erede dell'impero del whiskey, abbia comprato una ragazza di 10 anni per 6 fazzoletti e l'abbia consegnata a una tribù dedita al cannibalismo, in modo da poter vedere come venisse uccisa, cotta e mangiata, prendendo al contempo appunti e disegnando il tutto.[1][2][3]. La storia è comunque controversa, ed è stata oggetto di un dibattito acceso per accertare i fatti fra la moglie dell'erede e Assad Faran, interprete della spedizione.